# Villar del Cobo

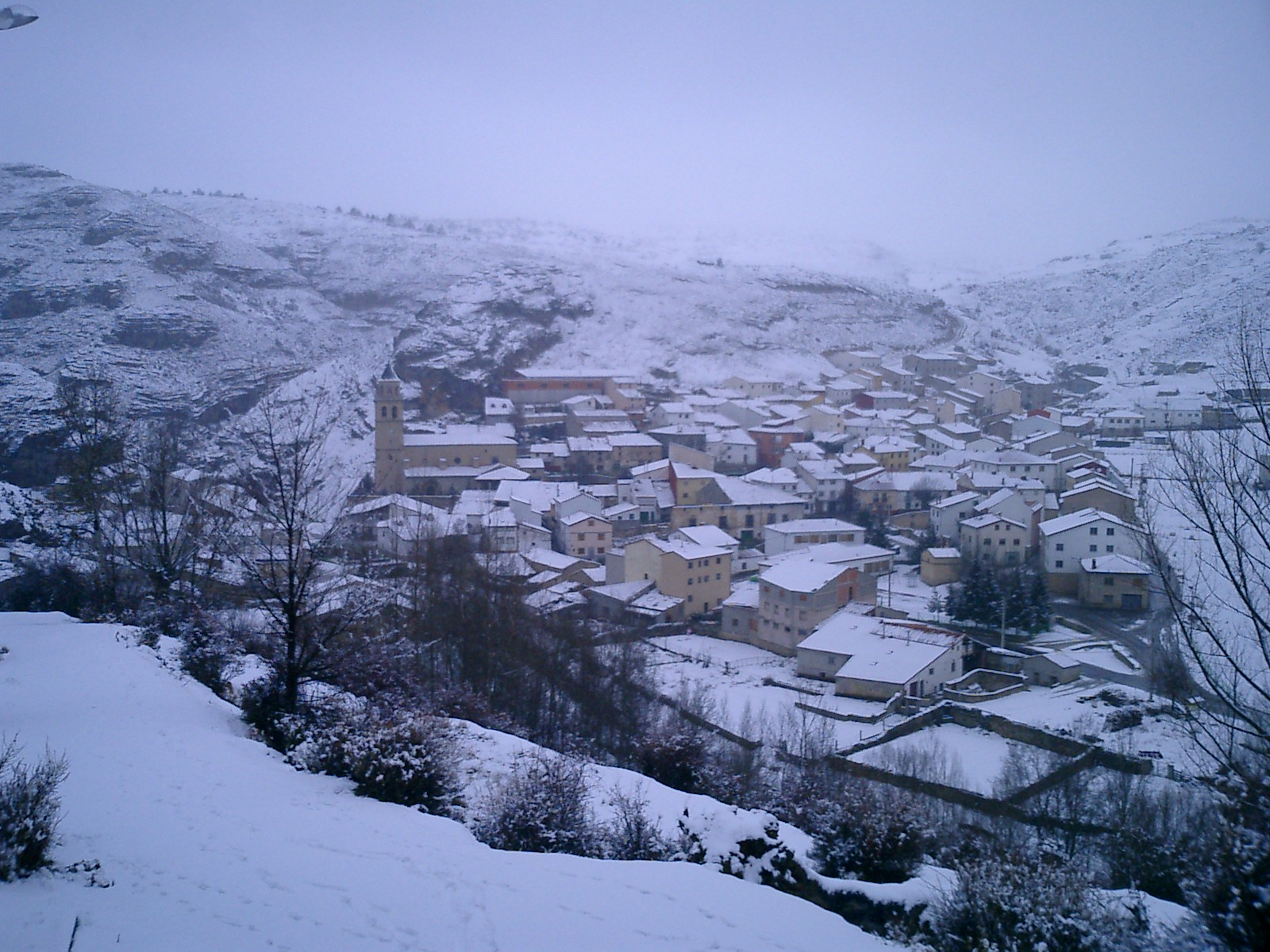
Villar del Cobo

Villar del Cobo is een gemeente in de Spaanse provincie Teruel in de regio Aragón met een oppervlakte van 54,13 km². Villar del Cobo telt 188 inwoners (1 januari 2016).

## Demografische ontwikkeling
Bron: INE, 1857-2011: volkstellingen